# 宇宙環境利用推進センター
宇宙環境利用推進センター（うちゅうかんきょうりようすいしん-　Japan Space Utilization Promotion Center）とは、宇宙環境の利用に関する調査等を行うことを目的に1986年に設立された財団法人。 2006年3月末をもって解散し、清算法人へ移行した。

## 概要
各種実験、国際シンポジウム、ワークショップの開催等を通じ調査・研究プロジェクト、宇宙実験推進プロジェクト、無重力施設利用型プロジェクトを推進していたが、関連業務を他の法人へ移管したことなどから、財団法人の存在理由が曖昧になった。このため2006年4月、類似の調査研究を行っていた財団法人資源探査用観測システム研究開発機構と統合した。

## 人物
- 本田博 - 元地下無重力実験センター利用支援室長、元調査部主任研究員